# Vitpannad pygméfalk
Vitpannad pygméfalk (Microhierax latifrons) är en fågel i familjen falkar inom ordningen falkfåglar.

## Utseende och läte
Vitpannad pygméfalk är en liten och kompakt svartvit falk. Ovansidan svart, bröstet vit och buken ljusorange. Hanen har vitt på hjässa och ansikte, honan rostorange. Där den överlappar med svartbent pygméfalk, notera vitpannade pygméfalkens vita eller orangefärgade hjässa och ljusare undersida.

## Utbredning och systematik
Fågeln förekommer i skogarna på norra Borneo. Den behandlas som monotypisk, det vill säga att den inte delas in i några underarter.

## Levnadssätt
Vitpannad pygméfalk ses sitta på bara grenar i öppen skog, skogsbryn eller gläntor. Liksom andra pygméfalkar ses den ofta i par eller i smågrupper.

## Status
Vitpannad pygméfalk har ett litet bestånd uppskattat till endast mellan 10 000 och 20 000 vuxna individer. Den tros också minska i antal till följd av habitatförlust och degradering, möjligen även fångst. Arten verkar dock tolerera miljöer som till viss del är påverkade av människan. IUCN kategoriserar arten som nära hotad.